# Nintendo World Championships: NES Edition
Ne doit pas être confondu avec Nintendo World Championships.
Nintendo World Championships: NES Edition (Nintendo World Championships ファミコン世界大会, Nintendō Wārudo Chanpionshippusu: Famikon Sekai Taikai) est un jeu vidéo édité et développé par Nintendo, sorti le 18 juillet 2024 sur Nintendo Switch.

## Développement
Le jeu est d'abord dévoilé par accident à travers une fuite de l'ESRB le 3 mai 2024. Il est ensuite officialisé par Nintendo le 8 mai 2024 avec une date de sortie pour le 18 juillet 2024 sur Nintendo Switch.